# Dilekkaya (Kozan)

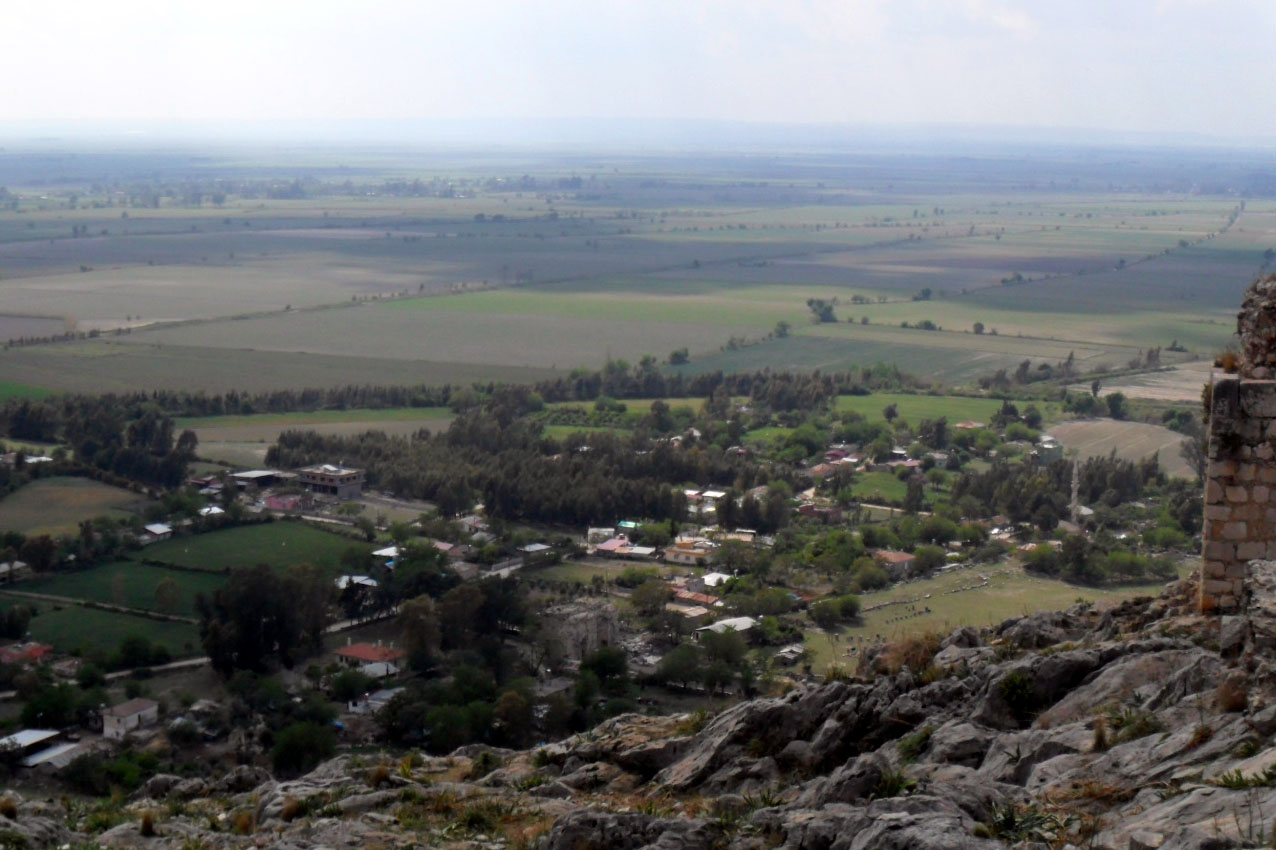
Dilekkaya

Dilekkaya (türkisch für Wunschfelsen) ist ein Ortsteil (Mahalle) im Landkreis Kozan der türkischen Provinz Adana mit 365 Einwohnern (Stand: Ende 2024). Im Jahr 2011 zählte der Ort 393 Einwohner. Bei Dilekkaya liegt das Ruinenfeld der antiken Stadt Anazarbos.